# Kerya
Kerya is een geslacht van vliesvleugeligen uit de familie Pteromalidae. De wetenschappelijke naam van dit geslacht is voor het eerst geldig gepubliceerd in 1988 door Boucek.

## Soorten
Het geslacht Kerya is monotypisch en omvat slechts de volgende soort:
- Kerya antennalis Boucek, 1988